# Apollon Kalamarias
Maillots
Le Podosfairiki Anonymi Etaireia Apollon Kalamarias (en grec moderne : Ποδοσφαιρική Ανώνυμος Εταιρεία Απόλλων Καλαμαριάς), plus couramment abrégé en Apollon Kalamarias, est un club grec de football fondé en 1926 et basé dans la ville de Kalamaria, dans l'agglomération de Thessalonique.
Il dispute pour la saison 2014-2015 la Football league (deuxième division).

## Historique
Le club est fondé en 1926 par des réfugiés grecs qui avaient fui l'Asie mineure à la suite de la défaite grecque lors de la guerre gréco-turque de 1919-1922 (« Grande Catastrophe »).

## Palmarès
| Compétitions nationales |
| --- |
| - Championnat de Grèce de deuxième division (3) : - Champion : 1972-1973, 1982-1983 et 1991-1992. - Championnat de Grèce de troisième division (4) : - Champion : 1975-1976, 1979-1980, 2012-2013 et 2016-2017. |

## Personnalités du club

### Présidents
- Petros Papaioannou
- Alexandros Nerantzis

### Entraîneurs
| - Panos Markovic (1955 - 1957) - Rudi Strittich (1959 - 1960) - Panos Markovic (1962 - 1963) - Gyula Zsengellér (1964 - 1965) - Severiano Correia (1973 - 1974) - Vassilis Daniil (1983) - Zlatko Čajkovski (1983 - 1984) - Vassilis Daniil (1984 - 1986) - Vladimír Táborský (1986) - Theodoros Salapasidis (1986) - Antonis Georgiadis (1986 - 1988) - Theodoros Salapasidis (1988) - Lajos Puskás (1988) - Michalis Bellis (1988 - 1989) - Vangelis Kotsalos (1989) - Nikos Alefantos (1989) - Apostol Chachevski (1989 - 1990) | - Nikos Alefantos (1990) - Stratos Voutsakelis (1990) - Vassilis Daniil (1992) - Theodoros Salapasidis (1992 - 1993) - Gerhard Prokop (1993 - 1994) - Theodoros Salapasidis (1994) - Konstantinos Iosifidis (1994 - 1996) - Panagiotis Kermanidis (1996) - Chrístos Terzanídis (1996 - 1997) - Vasilis Antoniadis (1997) - Konstantinos Iosifidis (1998) - Georgios Foulatsiklis (1998 - 1999) - Claude Andrey (1999 - 2001) - Giorgos Foiros (2001) - Vangelis Vlachos (2001 - 2002) - Konstantinos Iosifidis (2002) - Eduardo Amorim (2002 - 2005) | - Nikolaos Zalikas (2005) - Dragan Kokotović (2005) - Makis Katsavakis (2005 - 2008) - Stratos Voutsakelis (2008 - 2009) - Joe Palatsides (2011 - 2012) - Georgios Strantzalis (2012) - Spyros Baxevanos (2012) - Andreas Pantziaras (2012 - 2013) - Alexandros Alexiou (2013 - 2014) - Makis Dandikas (2014) - Thomas Grafas (2014) - Makis Chavos (2014) - Panagiotis Dilberis (2014 - 2015) - Makis Dandikas (2015) - Giannis Pollaetidis (2015 - 2016) - Dimitris Kalaitzidis (2016 - ) |

### Anciens joueurs
- Alexandros Alexiou
- Cháris Pappás
- Ioánnis Státhis
- Alexandre Silva Cleyton
- Pierre Ebede
- Joseph Elanga
- Demba Traoré